# Samuel Berger
Samuel "Sam" Berger (25. december 1884 i Chicago - 23. februar 1925 i San Francisco) var en amerikansk bokser som deltog i OL 1904 i St. Louis.
Berger blev olympisk mester i boksning under OL 1904 i St. Louis. Han vandt en guldmedalje i vægtklassen, sværvægt.
Efter OL blev Berger professioenel, men opgav karrieren efter kun to år.